# پاسکال زارمبا
پاسکال زارمبا (انگلیسی: Pascal Zaremba؛ زادهٔ ۲ سپتامبر ۱۹۵۹) بازیکن فوتبال اهل فرانسه است.
از باشگاه‌هایی که در آن بازی کرده‌است می‌توان به باشگاه فوتبال نانسی، باشگاه فوتبال لو آور، باشگاه فوتبال لانس، باشگاه فوتبال والنسین، و باشگاه فوتبال پاری سن ژرمن اشاره کرد.
وی همچنین در تیم‌های ملی فوتبال زیر ۲۱ سال فرانسه و France national football B team بازی کرده‌است.